# Laurence Garcia
Laurence Garcia, née le 4 février 1972 à Orléans, est une journaliste et productrice française de radio et de télévision.

## Biographie

### Formation
Elle réalise des études d’histoire contemporaine (DEA féminisme et médias). 

### Presse écrite
Durant sa carrière, elle collabore aux dossiers du Canard Enchaîné, Muze, La République du Centre, La Chronique d'Amnesty International et à Causette.

### Radio
Laurence Garcia découvre le micro durant l’explosion des radios libres (Radio Intensité à Châteaudun) et le métier de productrice à Radio France Orléans.
Elle entre à RFI (Radio France internationale) en 1994. Durant huit ans, elle y anime un magazine d'histoire contemporaine Le magazine du siècle, une émission de reportages citoyens Scènes de rue et une quotidienne sur l’actualité des droits des femmes dans le monde.
Durant l'été 2002, Laurence Garcia rejoint France Inter. Elle produit On s’est déjà vu quelque part; cache/cash; Utopic à brac; Pénélope.com; 68, 69, et cætera; Un homme, une femme, un café et l’addition. 
Elle devient joker de Rebecca Manzoni pour Eclectik, puis co-productrice avec José Artur de l’émission d’humeur Inoxydable en 2006, et chroniqueuse pour Esprit critique et La tête au carré. 
De 2008 à 2013, elle anime les petits matins du week-end de France Inter Entre chien et loup. 
Durant la saison 2013-2014, elle présente la chronique Le premier jour de ma vie où j'ai voté". Une interview d'une personnalité intellectuelle ou culturelle sur son premier vote de jeunesse.
La même saison, elle présente la chronique T pas du genre,  des histoires intimes au féminin, masculin et plus, si affinités dans l'émission Service Public.
Elle collabore à l'émission A Voix nue sur France Culture (émission avec Guy Bedos en mai 2014).
Entre 2014 et 2018, elle produit et anime Dans tes rêves, le dimanche soir à 23 h, l'émission des rêves et des utopies de France Inter.
Depuis l'été 2019, elle anime les matinales week-end de Sud Radio
Parallèlement, depuis février 2023 elle reprend le micro à RFI, sa première maison où elle présente en tant que joker le magazine 8 milliards de voisins

### Télévision
Elle est journaliste de documentaires politiques sur France 2 pour Image et Compagnie de Serge Moati. En 2008/2010, elle signe la revue de presse des magazines d’actualité de France 3, Comme un vendredi et 7 à voir, présentés par Samuel Étienne. En 2018, elle est journaliste pour l'émission "Je t'aime, etc" sur France 2, présentée par Daphné Bürki (Martange Production).

### Autres activités
Laurence Garcia est l’auteure de l'essai L'Isoloir des illusions (Éditions Michalon, 2014), du roman Je te vengerai Maria Schneider (Éditions Michalon, 2013), des essais historiques Cabu 68 (Actes Sud, 2008) et La Retirada (Actes Sud, 2009, Prix Vendémiaire). Elle est commissaire au Répertoire sonore de la SCAM et formatrice radio à l'INA.